# 하양향교
하양향교(河陽鄕校)는 대한민국 경상북도 경산시 하양읍 교리에 있는 조선시대의 향교이다. 1985년 8월 5일 경상북도의 문화재자료 제107호로 지정되었다.

## 참고 자료
- 하양향교 - 국가유산청 국가유산포털